# Aafke Kelly
Aafke Kelly (Ruinen, 1948) is een Nederlandse kunstenaar. Ze volgde de AKI in Enschede en studeerde af in 1983. Sindsdien exposeerde zij in galerieën en musea in heel Nederland. Ook exposeerde zij in 1988 in Hongarije. Momenteel is zij woonachtig en werkzaam in Hengelo (OV) en heeft tevens een atelier in Sint Maartenszee, Noord-Holland.

## Werk
Aafke Kelly maakt tekeningen in pastel en schilderijen. Muziek en natuur domineren afwisselend in haar werk. Terugkerende principes zijn spiegeling, herhaling, symmetrie en cirkelgang.

### Boeken
- 'Ik mag van de dokter alleen lauw water drinken' - Mijn moeder met dementie 
  - auteur Aafke Kelly
  - illustraties Aafke Kelly
  - uitgever Geen Blad voor de Mond
  - ISBN/EAN: 978-94-90286-17-0

### Artikelen
- Kunstbeeld 1992, 1996 en 2000

### Televisie
- AVRO 'Kunst te kijk', mei 1996